# Королівська стежка

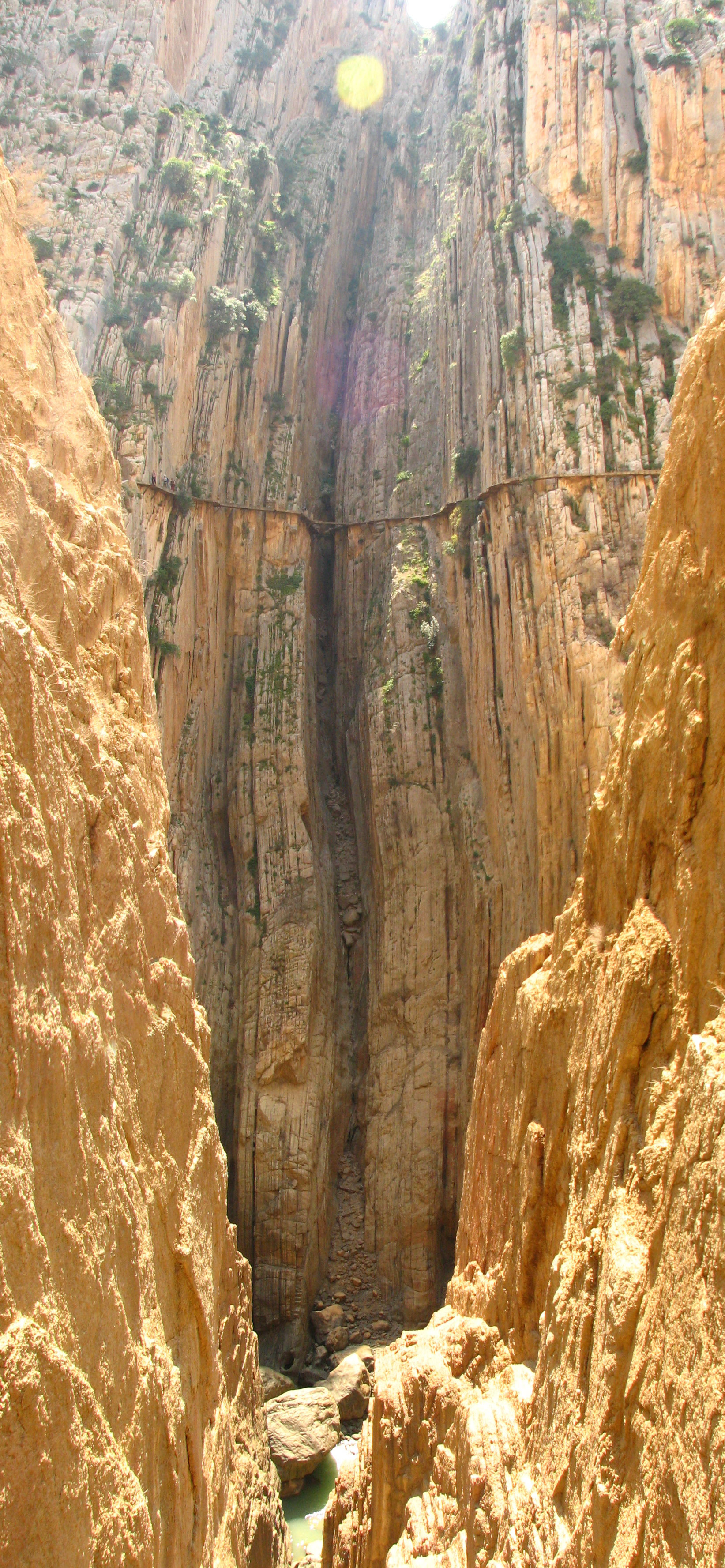
Королівська стежка. Вид з землі

36°54′57″ пн. ш. 4°46′22″ зх. д. / 36.91583° пн. ш. 4.77278° зх. д.
Королівська стежка (ісп. El Caminito del Rey) — висяча пішохідна дорога, споруда, що складається з бетону, вбитих у скелю костилів і залізничних рейок. Стежка розташована між водоспадами Чорро і Гайтанехо в ущелині Ель-Чорро недалеко від Алори в Малазі, провінції Іспанії. Доріжка розташована на дуже великій висоті над землею, її протяжність становить 3 км, ширина всього 1 м. Після перерви на реконструкцію стежку було знову відкрито у 2015 році.

## Історія
Королівська стежка була створена на початку XX століття (у 1905 році) як допоміжний шлях для робітників, зайнятих на будівництві гідротехнічної споруди (греблі) Конде-дель-Гуадальорсе, з одного боку каньйону на інший. Після закінчення будівництва король Іспанії Альфонсо XIII, щоб відвідати церемонію відкриття греблі, пройшов по цій стежці, спостерігаючи за спорудою, і на честь цього стежка отримала назву «El Caminito del Rey» — Стежка короля.
Незважаючи на те, що офіційно Королівську стежку було закрито для відвідувань, багато людей, що не бояться висоти, все ж проходили нею, використовуючи страхувальне обладнання у вигляді фала з карабіном, який пристібали до сталевих страхувальних тросів, спеціально протягнутих уздовж найнебезпечніших місць шляху, де не було поручнів.
На багатьох відеосервісах, таких як YouTube і Flixxy.com розміщені відеоролики, присвячені саме такому екстремальному проходженню даної стежки.
У 2006 році уряд Андалусії розробив проект ремонту цієї дороги для її наступного відкриття як офіційного туристичного маршруту. Бюджет проекту становив 7 млн євро.
Стежку було відкрито 29 березня 2015 року і згадано в списку про дивовижні місця для подорожей путівника Lonely Planet.

## Галерея

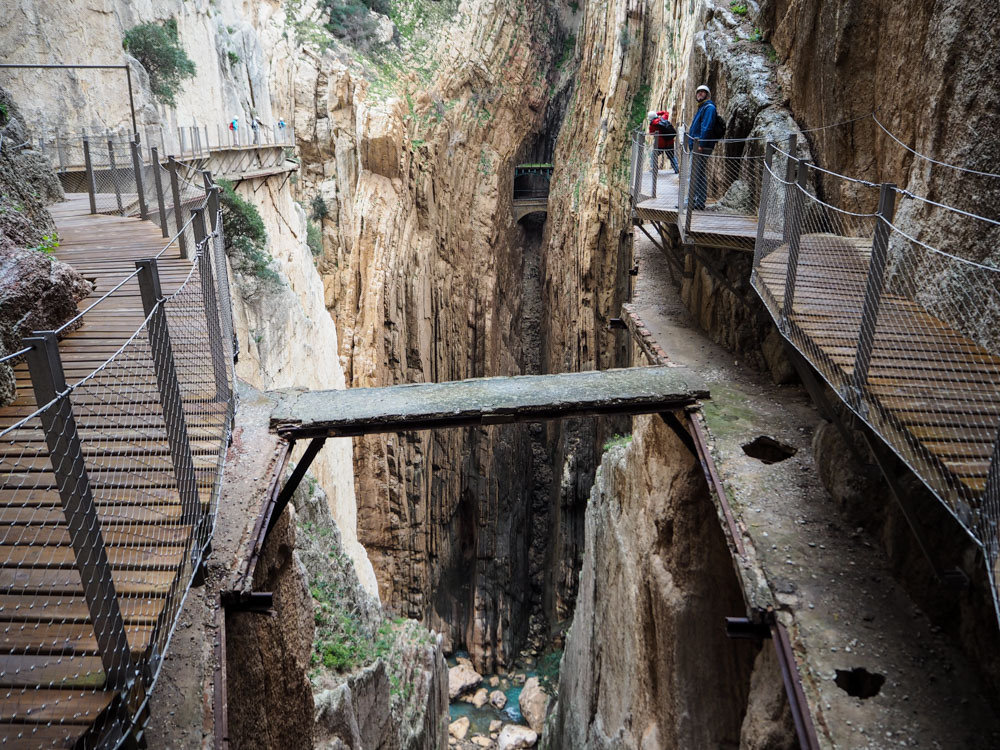
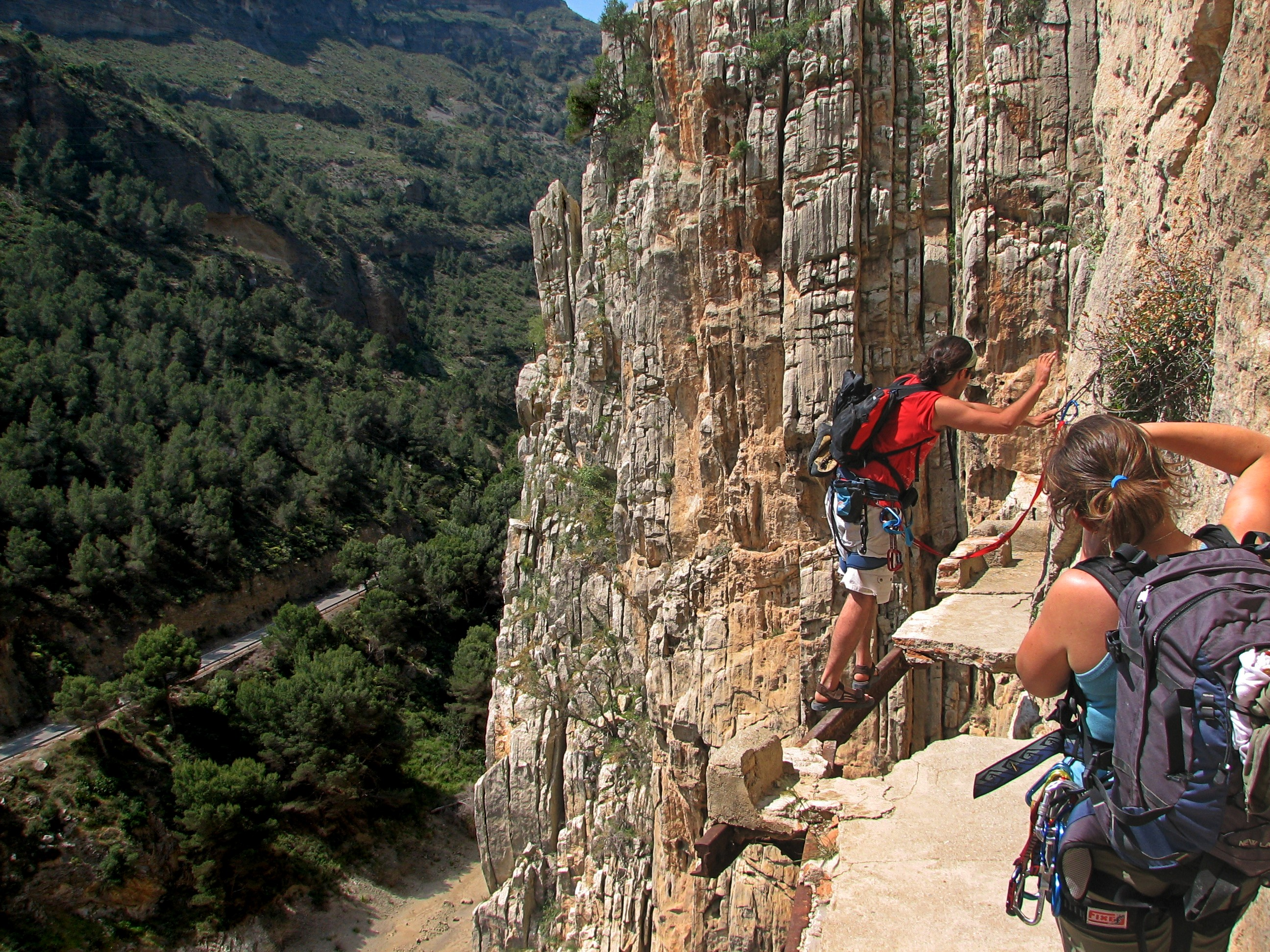

### Ресурси Інтернету
- Вікісховище має мультимедійні дані за темою: Королівська стежка
- El Camino del Rey [Архівовано 8 січня 2018 у Wayback Machine.]
- Caminito del Rey — одна з найнебезпечніших стежок у світі. Фоторепортаж [Архівовано 15 січня 2018 у Wayback Machine.]
- Caminito del Rey: hotel, history and environment [Архівовано 30 липня 2017 у Wayback Machine.]
- Caminito del Rey: route description and GPS track in Wikiloc [Архівовано 20 жовтня 2016 у Wayback Machine.]
- Official website of Caminito del Rey [Архівовано 5 червня 2022 у Wayback Machine.]
- News on Caminito del Rey restoration [Архівовано 2 січня 2018 у Wayback Machine.]
- Tourist Information for the El Chorro, Camino del Rey and Gudalhorce reservoirs in English [Архівовано 12 червня 2020 у Wayback Machine.]
- Caminito del Rey travel information [Архівовано 15 лютого 2020 у Wayback Machine.]
- Historic and tourist information and multimedia content in English about El Caminito del Rey [Архівовано 2 квітня 2015 у Wayback Machine.], 31/03/2015
- Video of Caminito del Rey 2013 [Архівовано 4 січня 2018 у Wayback Machine.]
- 3D Virtual Tour [Архівовано 11 квітня 2019 у Wayback Machine.], 20/03/2011
- Chasm — a game taking place in Camino del Rey